# Tour de France 1956
Il Tour de France 1956, quarantatreesima edizione della Grande Boucle, si svolse in ventidue tappe tra il 5 e il 28 luglio 1956, per un percorso totale di 4 498 km. 
Fu vinto dal passista-scalatore francese Roger Walkowiak, alla prima ed unica affermazione nella Grande Boucle; fu anche l'unica volta in cui egli riuscì a salire sul podio di Parigi. 
Si trattò della ventesima edizione della corsa a tappe francese vinta da un corridore di casa.
Fu una delle edizioni più atipiche della storia del Tour; decisa, dopo la prima settimana di corsa, da una  delle maxi-fughe (in gergo "fuga-bidone") più memorabili e condizionanti sul risultato finale di una corsa a tappe di tre settimane.
Walkowiak terminò le proprie fatiche sugli asfalti transalpini con il tempo di 124h01'16".
Il passista-scalatore francese Gilbert Bauvin (anche per lui questo sarà il solo podio della propria carriera conseguito nella Grande Boucle) fu il secondo della graduatoria generale di questa edizione della corsa a tappe francese.
Il passista-scalatore belga Jan Adriaensens (per la prima volta sul podio del Tour) si piazzò al terzo posto della classifica generale.

## Tappe
| Tappa  | Data      | Percorso                                          | km    | Vincitore di tappa  | Leader cl. generale |
| ------ | --------- | ------------------------------------------------- | ----- | ------------------- | ------------------- |
| 1ª     | 5 luglio  | Reims > Liegi                                     | 223   | André Darrigade     | André Darrigade     |
| 2ª     | 6 luglio  | Liegi > Lilla                                     | 217   | Fred De Bruyne      | André Darrigade     |
| 3ª     | 7 luglio  | Lilla > Rouen                                     | 225   | Arrigo Padovan      | Gilbert Desmet      |
| 4ª-1ª  | 8 luglio  | Circuito di Rouen-les-Essarts (cron. individuale) | 15    | Charly Gaul         | Gilbert Desmet      |
| 4ª-2ª  | 8 luglio  | Rouen > Caen                                      | 125   | Roger Hassenforder  | André Darrigade     |
| 5ª     | 9 luglio  | Caen > Saint-Malo                                 | 189   | Joseph Morvan       | André Darrigade     |
| 6ª     | 10 luglio | Saint-Malo > Lorient                              | 192   | Fred De Bruyne      | André Darrigade     |
| 7ª     | 11 luglio | Lorient > Angers                                  | 244   | Alessandro Fantini  | Roger Walkowiak     |
| 8ª     | 12 luglio | Angers > La Rochelle                              | 180   | Miguel Poblet       | Roger Walkowiak     |
| 9ª     | 13 luglio | La Rochelle > Bordeaux                            | 219   | Roger Hassenforder  | Roger Walkowiak     |
|        | 14 luglio | giorno di riposo                                  |       |                     |                     |
| 10ª    | 15 luglio | Bordeaux > Bayonne                                | 201   | Fred De Bruyne      | Gerrit Voorting     |
| 11ª    | 16 luglio | Bayonne > Pau                                     | 255   | Nino Defilippis     | André Darrigade     |
| 12ª    | 17 luglio | Pau > Luchon                                      | 130   | Jean-Pierre Schmitz | Jan Adriaenssens    |
| 13ª    | 18 luglio | Luchon > Tolosa                                   | 176   | Nino Defilippis     | Jan Adriaenssens    |
| 14ª    | 19 luglio | Tolosa > Montpellier                              | 231   | Roger Hassenforder  | Jan Adriaenssens    |
| 15ª    | 20 luglio | Montpellier > Aix-en-Provence                     | 204   | Joseph Thornin      | Wout Wagtmans       |
|        | 21 luglio | giorno di riposo                                  |       |                     |                     |
| 16ª    | 22 luglio | Aix-en-Provence > Gap                             | 203   | Jean Forestier      | Wout Wagtmans       |
| 17ª    | 23 luglio | Gap > Torino (ITA)                                | 234   | Nino Defilippis     | Wout Wagtmans       |
| 18ª    | 24 luglio | Torino (ITA) > Grenoble                           | 250   | Charly Gaul         | Roger Walkowiak     |
| 19ª    | 25 luglio | Grenoble > Saint-Étienne                          | 173   | Stan Ockers         | Roger Walkowiak     |
| 20ª    | 26 luglio | Saint-Étienne > Lione (cron. individuale)         | 73    | Miguel Bover        | Roger Walkowiak     |
| 21ª    | 27 luglio | Lione > Montluçon                                 | 237   | Roger Hassenforder  | Roger Walkowiak     |
| 22ª    | 28 luglio | Montluçon > Parigi                                | 331   | Gastone Nencini     | Roger Walkowiak     |
| Totale | Totale    | Totale                                            | 4 498 |                     |                     |

## Squadre e corridori partecipanti
| N.    | Cod. | Squadra     |
| ----- | ---- | ----------- |
| 1-10  | FRA  | Francia     |
| 11-20 | ITA  | Italia      |
| 21-30 | BEL  | Belgio      |
| 31-40 | NLD  | Paesi Bassi |
| 41-50 | ESP  | Spagna      |
| 51-60 | SUI  | Svizzera    |

| N.      | Cod. | Squadra           |
| ------- | ---- | ----------------- |
| 61-70   | LMX  | Lussemburgo/Mista |
| 71-80   | NEC  | Nord Est-Centro   |
| 81-90   | SES  | Sud-Est           |
| 91-100  | OVE  | Ovest             |
| 101-110 | IDF  | Île-de-France     |
| 111-120 | SOV  | Sud-Ovest         |

## Resoconto degli eventi

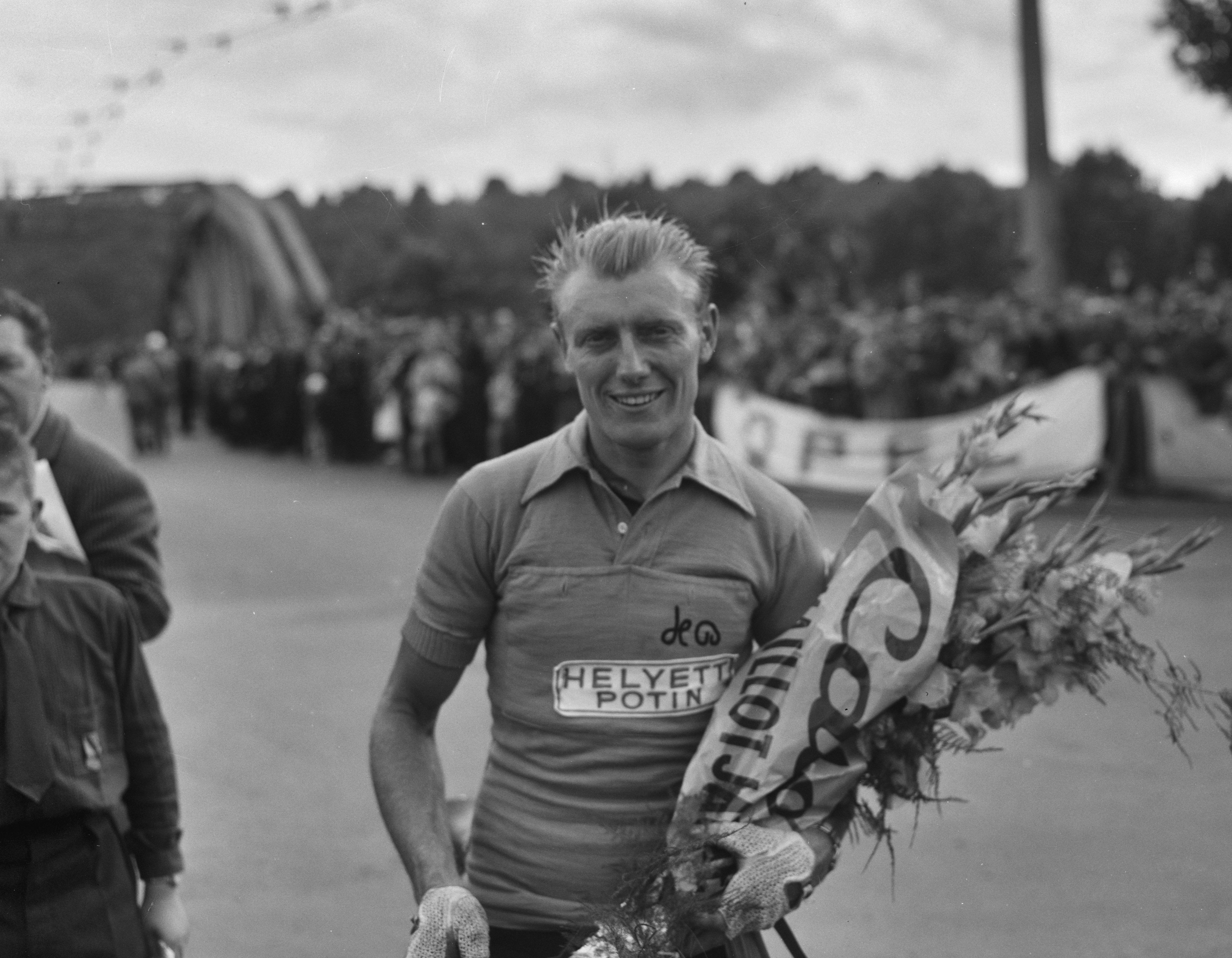
André Darrigade in maglia gialla dopo la prima tappa

Al Tour de France 1956 parteciparono 120 corridori, dei quali 88 giunsero a Parigi.
Il francese Roger Hassenforder, con quattro successi su un totale di ventitré frazioni, fu il corridore che vinse più tappe.
Il Tour 1956 venne corso con la velocità media più alta registrata fino a quella edizione, oltre 36 km/h. Walkowiak divenne anche il secondo ciclista, dopo Firmin Lambot nel Tour de France 1922, a vincere il Tour senza aver vinto nemmeno una tappa.
Nessun precedente vincitore del Tour si trovò a competere per il titolo nel 1956, fatto che in precedenza si era verificato solo nel 1903 e nel 1927. Un ciclista sconosciuto di una squadra regionale francese, Roger Walkowiak, riuscì ad ottenere la vittoria finale. Egli fu leader della classifica generale alla fine di otto frazioni sulle ventitré previste, e la sua leadership si divise in due tronconi: dall'ottava alla decima frazione e, infine, negli ultimi cinque giorni.
Walkowiak approfittò dell'assenza del campione uscente Louison Bobet, del "Campionissimo" Fausto Coppi e degli svizzeri Hugo Koblet e Ferdi Kübler, oltre che della classica "fuga-bidone" di 31 corridori, lui compreso, nella settima tappa, ma poi seppe meritarsi la vittoria difendendosi bene in salita.
Il cinque volte vincitore del Tour Bernard Hinault lodò la vittoria di Walkowiak dicendo: «Ci sono persone che dicono che Walkowiak non avrebbe dovuto vincere il Tour. Avrebbero dovuto esserci! Si prese la maglia, la perse e la riconquistò. Non era un ladro. Il Tour non è un regalo.».
Proprio nel 1956, lo spagnolo Miguel Poblet diventò il primo corridore della storia ad imporsi in almeno una tappa dei tre Grandi Giri (Tour de France, Giro d'Italia, Vuelta a Espana) nello stesso anno.

## Classifiche finali

### Classifica generale - Maglia gialla
| Pos. | Corridore             | Squadra     | Tempo      |
| ---- | --------------------- | ----------- | ---------- |
| 1    | Roger Walkowiak       | NE-Centro   | 124h01'16" |
| 2    | Gilbert Bauvin        | Francia     | a 1'25"    |
| 3    | Jan Adriaensens       | Belgio      | a 3'44"    |
| 4    | Federico Bahamontes   | Spagna      | a 10'14"   |
| 5    | Nino Defilippis       | Italia      | a 10'25"   |
| 6    | Wout Wagtmans         | Paesi Bassi | a 10'59"   |
| 7    | Nello Lauredi         | Sud-Est     | a 14'01"   |
| 8    | Stan Ockers           | Belgio      | a 16'52"   |
| 9    | René Privat           | Francia     | a 22'59"   |
| 10   | Antônio Barbosa Alves | Lussemburgo | a 26'03"   |

### Classifica a punti - Maglia verde
| Pos. | Corridore       | Squadra     | Punti |
| ---- | --------------- | ----------- | ----- |
| 1    | Stan Ockers     | Belgio      | 280   |
| 2    | Fernand Picot   | Ovest       | 464   |
| 3    | Gerrit Voorting | Paesi Bassi | 465   |
| 4    | André Darrigade | Francia     | 489   |
| 5    | Gilbert Bauvin  | Francia     | 510   |

### Classifica scalatori
| Pos. | Corridore             | Squadra     | Punti |
| ---- | --------------------- | ----------- | ----- |
| 1    | Charly Gaul           | Lussemburgo | 71    |
| 2    | Federico Bahamontes   | Spagna      | 67    |
| 3    | Valentin Huot         | Sud-Ovest   | 65    |
| 4    | Stan Ockers           | Belgio      | 55    |
| 5    | Richard Van Genechten | Belgio      | 30    |

### Classifica a squadre
| Pos. | Squadra     | Tempo      |
| ---- | ----------- | ---------- |
| 1    | Belgio      | 369h47'42" |
| 2    | Italia      | a 1h01'04" |
| 3    | Paesi Bassi | a 1h13'11" |
| 4    | Francia     | a 1h24'08" |
| 5    | Ovest       | a 1h44'12" |